# Macedonië op de Olympische Winterspelen 2006
Tijdens de Olympische Winterspelen van 2006 die in Turijn werden gehouden nam Macedonië voor de derde keer deel aan de Winterspelen.
De drie deelnemers kwamen uit bij het alpineskiën en langlaufen.

## Deelnemers
| Sport               | Naam              | Discipline          | Klassering | Resultaten                                                |
| ------------------- | ----------------- | ------------------- | ---------- | --------------------------------------------------------- |
| Alpineskiën mannen  | Gjorgi Markovski  | Reuzenslalom Slalom | - -        | dnf 1e run 1.04,03, 2e run dnf                            |
| Alpineskiën vrouwen | Ivana Ivcevska    | Reuzenslalom Slalom | 40e 48e    | 1e run 1.13,89, 2e run 1.23,47 1e run 52,40, 2e run 57,73 |
| Langlaufen mannen   | Darko Damjanovski | 15 km klassiek      | 85e        | 48.33,7                                                   |

Albanië · Algerije · Amerikaanse Maagdeneilanden · Andorra · Argentinië · Armenië · Australië · Azerbeidzjan · België · Bermuda · Bosnië en Herzegovina · Brazilië · Bulgarije · Canada · Chili · China · Chinees Taipei · Costa Rica · Cyprus · Denemarken · Duitsland · Estland · Ethiopië · Finland · Frankrijk · Georgië · Griekenland · Groot-Brittannië · Hongarije · Hongkong · Ierland · IJsland · India · Iran · Israël · Italië · Japan · Kazachstan · Kenia · Kirgizië · Kroatië · Letland · Libanon · Liechtenstein · Litouwen · Luxemburg · Macedonië · Madagaskar · Moldavië · Monaco · Mongolië · Nederland · Nepal · Nieuw-Zeeland · Noord-Korea · Noorwegen · Oekraïne · Oezbekistan · Oostenrijk · Polen · Portugal · Roemenië · Rusland · San Marino · Senegal · Servië en Montenegro · Slovenië · Slowakije · Spanje · Tadzjikistan · Thailand · Tsjechië · Turkije · Venezuela · Verenigde Staten · Wit-Rusland · Zuid-Afrika · Zuid-Korea · Zweden · Zwitserland